# Свети преподобни Херимон
Преподобни Херимон или Херемон је египатски хришћански монах, пустињак који је живео и повизавао се у Нитријској пустињи у Доњем Египту у периоду између 4. и 5. века. Сматра се једном од пустињских отаца.
Херемон је био подвижник који је живео у пећини. Његова ћелија је била 40 стадија од главне цркве у Нитрији и 12 стадија удаљена од главног водовода.
Канонизован је као свети преподобни у православној традицији.
Помиње се у Паладијевом "Лавсаику" и у "Отачком азбучнику". Након смрти пронађен је мртав на столици, са радом у рукама, јер је скончао бавећи се рукодељем. Светог Херимона спомиње и свети Теодор Студит у Посном Триоду, у канону Сирне суботе, у шестој песми.
Православна црква помиње светог Херимона 16. (29.) августа.